# Crossfit igre
Crossfit igre su godišnje atletsko takmičenje koje održava i poseduje kompanija CrossFit, Inc. i koje trenutno sponzoriše Ribok. Takmičenje se održava svakog leta od 2007. godine. Atlete se na igrama takmiče u vežbama za koje saznaju nekoliko dana, sati ili minuta pre početka. Vežbe se uglavnom sastoje od asortimana standardne aerobike, dizanja tegova i gimnastičkih pokreta, a takođe i nekih dodatnih, iznenadnih elemenata koji nisu deo tipičnog CrossFit režima, kao što su staze sa preprekama, plivanje u gruboj vodi, bacanje bejzbol lopte ili uspinjanje uz dasku za penjanje. Pobednici CrossFit igara osvajaju novčane nagrade i titulu “Najfit na Zemlji”. 

## Spoljašnje veze
- Zvanični sajt
- Lista finalista prethodnih takmičenja
- Uživo prenos CrossFit igara (Vodič za emitovanje otvorenog koda) Архивирано на веб-сајту  (20. јануар 2021)